# Meta-Ankoleit
Meta-Ankoleit (auch Metaankoleit) ist ein sehr selten vorkommendes Mineral aus der Mineralklasse der „Phosphate, Arsenate und Vanadate“. Es kristallisiert im tetragonalen Kristallsystem mit der Zusammensetzung K(UO2)(PO4)·3H2O und ist damit chemisch gesehen ein wasserhaltiges Kalium-Uranyl-Phosphat.
Meta-Ankoleit entwickelt nur sehr kleine, blassgelbe Kristalle und ist bisher von lediglich acht Fundorten bekannt.

## Etymologie und Geschichte
Benannt wurde das Mineral 1966 nach seiner Typlokalität, dem Ankole Pegmatitfeld in Uganda.

## Klassifikation
Bereits in der veralteten 8. Auflage der Mineralsystematik nach Strunz gehörte der Meta-Ankoleit zur Mineralklasse der „Phosphate, Arsenate und Vanadate“ und dort zur Abteilung „Wasserhaltige Phosphate, Arsenate und Vanadate mit fremden Anionen“, wo er zusammen mit Abernathyit, Meta-Autunit, Metabassetit (diskreditiert, da identisch mit Bassetit), Metaheinrichit, Metakahlerit, Metakirchheimerit, Metanatroautunit, Metanatrouranospinit, Metanováčekit, Metatorbernit, Metauramphit (Mineralstatus zur Zeit fraglich), Metauranocircit, Metauranospinit, Metazeunerit, Sincosit und Trögerit die „Meta-Uranit-Reihe“ mit der System-Nr. VII/D.20b bildete.
Im zuletzt 2018 überarbeiteten und aktualisierten Lapis-Mineralienverzeichnis nach Stefan Weiß, das sich aus Rücksicht auf private Sammler und institutionelle Sammlungen noch nach dieser alten Form der Systematik von Karl Hugo Strunz richtet, erhielt das Mineral die System- und Mineral-Nr. VII/E.02-140. In der „Lapis-Systematik“ entspricht dies der Abteilung „Uranyl-Phosphate/Arsenate und Uranyl-Vanadate mit [UO2]2+-[PO4]/[AsO4]3− und [UO2]2+-[V2O8]6−, mit isotypen Vanadaten (Sincosit-R.)“, wo Meta-Ankoleit zusammen mit Abernathyit, Bassetit, Chernikovit, Lehnerit, Meta-Autunit, Metaheinrichit, Metakahlerit, Metakirchheimerit, Metalodèvit, Metanatroautunit, Metanováčekit, Metarauchit, Metasaléeit, Metatorbernit, Metauranocircit, Metauranospinit, Metazeunerit, Natrouranospinit, Pseudo-Autunit, Ulrichit, Uramarsit und Uramphit die „Meta-Autunit-Gruppe“ bildet.
Die seit 2001 gültige und von der International Mineralogical Association (IMA) bis 2009 aktualisierte 9. Auflage der Strunz’schen Mineralsystematik ordnet den Meta-Ankoleit ebenfalls in die Abteilung der „Uranylphosphate und Arsenate“ ein. Diese ist allerdings weiter unterteilt nach dem Verhältnis von Uranoxidkomplex (UO2) zum Phosphat-, Arsenat- bzw. Vanadatkomplex (RO4), so dass das Mineral entsprechend seiner Zusammensetzung in der Unterabteilung „UO2 : RO4 = 1 : 1“ zu finden ist, wo es zusammen mit Abernathyit, Chernikovit, Natrouranospinit, Trögerit, Uramarsit und Uramphit die unbenannte Gruppe 8.EB.15 bildet.
Auch die vorwiegend im englischen Sprachraum gebräuchliche Systematik der Minerale nach Dana ordnet den Meta-Ankoleit in die Klasse der „Phosphate, Arsenate und Vanadate“ und dort in die Abteilung der „Wasserhaltigen Phosphate etc.“ ein. Hier ist er als einziges Mitglied in der unbenannten Gruppe 40.02a.08 innerhalb der Unterabteilung „Wasserhaltige Phosphate etc., mit A2+(B2+)2(XO4) × x(H2O), mit (UO2)2+“ zu finden.

## Kristallstruktur
Meta-Ankoleit kristallisiert tetragonal in der Raumgruppe P4/nmm (Raumgruppen-Nr. 129) mit den Gitterparametern a = 6,993(10) Å; und c = 8,891(5) Å sowie einer Formeleinheiten pro Elementarzelle.

## Eigenschaften
Das Mineral ist durch seinen Urangehalt von bis zu 52,0 Gew.-% sehr stark radioaktiv. Unter Berücksichtigung der natürlichen Zerfallsreihen wird für Meta-Ankoleit eine spezifische Aktivität von etwa 93,0 kBq/g angegeben (zum Vergleich: natürliches Kalium 0,0312 kBq/g).

## Bildung und Fundorte
Meta-Ankoleit ist nur von acht Fundorten bekannt: Aus der San Miguel Prospection in Chile, aus Saint-Yrieix-la-Perche in Frankreich, aus Tirpersdorf in Sachsen, aus Arcu su Linnarbu auf Sardinien, aus vier Lagerstätten aus den USA (Virgin Valley, Nevada; Stirling Mine, New Jersey; Pueblo Mining District, Oregon; Blue Lizard Mine, Utah), aus Simbabwe und von der Typlokalität, dem Ankole Pegmatitfeld in Uganda.
Meta-Ankoleit ist ein seltenes sekundäres Uranmineral aus der Verwitterungszone komplexer Granit-Pegmatite wie im Mungenyi Pegmatite in Uganda und serizitischer Matrix von Quarz und Sandstein (Sebungwe Distrikt, Simbabwe).